# C Real
C:Real – grecki zespół muzyczny, grający muzykę popową i pop-rockową, założony w 1996 roku przez Takisa Damaschisa.

## Historia

### 1996–2000:RealtimeiStop Killing Time
Zespół C:Real powstał w 1996 roku z inicjatywy kompozytora, autora tekstów piosenek i producenta muzycznego Takisa Damaschisa. Niedługo po założeniu grupa wydała swój debiutancki singiel „A New Religion”. W 1997 roku ukazał się ich kolejny singiel – „Visions of You”, który został nagrany z gościnnym udziałem brytyjskiej piosenkarki Sarah Jane Morris. Singiel został wydany w trzydziestu krajach na świecie. W czerwcu tego samego roku premierę miał debiutancki album studyjny zespołu zatytułowany Realtime. Pozostałymi singlami promującym płytę zostały piosenki „Why Me” (cover piosenki amerykańskiego piosenkarza Tony’ego Careya) i „El ritmo”.
W grudniu 1999 roku zespół wydał swój nowy singiel „With or Without You”, w którym gościnnie zaśpiewała Kate Andersson. Utwór przez 18 tygodni utrzymywał się na greckiej liście przebojów. Kolejnym singlem grupy została piosenka „Thinking of You”. W październiku 2000 roku ukazała się druga płyta studyjna muzyków zatytułowana Stop Killing Time.

### 2001–2007:Ta pio megala s’agapo,Hilia hroniaiKate mu skepsi
Na przełomie 2001 i 2002 roku do składu C:Real dołączyła wokalistka Irini Duka. Od tej pory zespół zaczął nagrywać piosenki w języku greckim. Pierwszym greckojęzycznym singlem w ich dorobku został utwór „Ta se timamai”, który zapowiadał nowy album grupy. W październiku 2003 roku ukazała się ich trzecia płyta studyjna zatytułowana Ta pio megala s’agapo, która została wydana pod szyldem wytwórni Epic Records (Sony Music Entertainment). Drugim singlem z krążka została piosenka „Ta perimeno”, która stała się radiowym przebojem w kraju.
W październiku 2004 roku zespół wydał swój czwarty album studyjny zatytułowany Hilia hronia. Na płycie znalazł się m.in. utwór „Etsi kanun ou kardies”, który został nagrany z gościnnym udziałem greckiego piosenkarza Giannisa Vardisa. W grudniu 2005 roku ukazała się reedycja płyty zawierająca dwie nowe piosenki: „Meine dipla mu” i „Etsi m’aresei na zo”. W tym samym roku ukazała się reedycja krążka zawierająca dodatkową płytę z siedmioma nowymi ścieżkami, w tym jedną nową piosenką („Etsi m’aresei na zo”) oraz sześcioma remiksami. 
We wrześniu 2006 roku premierę miała piąta płyta studyjna w dorobku grupy zatytułowana Kate mu skepsi. Album promowany był m.in. przez singiel „Epikindina se telo”, który znalazł się na oficjalnej ścieżce dźwiękowej do filmu Straight Story w reżyserii Vladimirosa Kiriakidisa i Efi Mouriki. Drugim singlem z krążka została piosenka „Meine dipla mu”, wcześniej wydana na reedycji płyty Hilia hronia, a trzecim singlem – tytułowy utwór „Kate mu skepsi”.

### 2008–2012:Invain
Na początku 2008 roku zespół C:Real podpisał kontrakt płytowy z wytwórnią Heaven Music. 31 marca ukazała się szósta płyta studyjna grupy zatytułowana Invain. Pierwszym singlem promując album została piosenka „Ksechase to”. Latem 2008 roku grupa wyruszyła w ogólnokrajową trasę koncertową promującą płytę. Ostatni koncert odbył się 17 września w Larisie. 
W maju 2010 roku ukazał się nowy singiel zespołu – „Oti aksizi”. W czerwcu grupa zerwała kontrakt z Haven Music i ponowiła umowę z Sony Music Greece. Na przełomie października i listopada muzycy poinformowali, że ze składu odeszła Irina Duka, która zdecydowała się na rozwój kariery solowej. W tym samym czasie wydali nowy singiel – „To alo mu miso”, który znalazł się na ścieżce dźwiękowej do filmu To eteron imisi w reżyserii Vangelisa Seitanidisa. W kwietniu 2011 roku premierę miał utwór „Onira sti fotia”, który został nagrany z nową wokalistką C:Real, Doretas Panagopulu. 

### Od 2013:20 chronia
W lutym 2013 roku ukazał się nowy singiel zespołu – „Tipota allo mi les”, w którym gościnnie zaśpiewała Salina. Latem tegoż roku nową wokalistą grupy została Jeorjia Lazopulu. W czerwcu ukazał się ich pierwszy wspólny singiel – „Me gi ke urano”. W kwietniu 2014 roku zespół wydał singiel „Sleepless Nights”, na którym gościnnie zaśpiewała niemiecka piosenkarka Oceana. Miesiąc później muzycy wydali odświeżoną wersję płyty Invain, zawierającą nowe wersje piosenek z albumu. Pod koniec listopada ukazał się ich nowy singiel – „Chilia mistika”, wydany także w anglojęzycznej wersji językowej jako „Sacred Love”.
W 2015 roku zespół zakwalifikował się do finału greckich eliminacji eurowizyjnych Eurosong 2015 – NERIT & MAD Show (60 years of music) z utworem „Crash and Burn”. 4 marca muzycy wystąpili w koncercie finałowym selekcji i ostatecznie zajęli w nim piąte miejsce w głosowaniu telewidzów i jurorów.
W maju 2016 roku ukazał się pierwszy album kompilacyjny w dorobku C:Real zatytułowany 20 chronia, który został wydany z okazji 20-lecia istnienia zespołu. Na płycie znalazły się największe przeboje grupy oraz nowy singiel – „Posa logia”, który został nagrany z gościnnym udziałem Oge. We wrześniu ukazała się nowa piosenka zespołu – „Let Me Be”, która została nagrana we współpracy z Hannah Williams.

## Skład zespołu
| - Takis Damaschis – gitara - Jeorjia Lazopulu – śpiew - Giannis Giannikos – gitara - Ilias Laitsas – perkusja | - Dimitris Horianopulos – perkusja - Manos Spyridakis – gitara basowa - Apostolis Koskinas – gitara - Irini Duka – śpiew - Doretas Panagopulu – śpiew |

## Dyskografia
| - Realtime (1997) - Stop Killing Time (2000) - Ta pio megala s’agapo (2003) - Hilia hronia (2004) - Kate mu skepsi (2006) - Invain (2008) | - 20 chronia (2016) |

### Single
- 1996 – „A New Religion”
- 1997 – „Visions of You” (z Sarah Jane Morris)
- 1997 – „Why Me”
- 1997 – „El ritmo”
- 1999 – „With or Without You” (z Kate Andersson)
- 2003 – „Ta se timamai”
- 2003 – „Ta perimeno”
- 2004 – „Etsi kanun ou kardies” (z Giannisem Vardisem)
- 2005 – „Etsi m’aresei na zo”
- 2006 – „Meine dipla mu”
- 2006 – „Epikindina se telo”
- 2007 – „Kate mu skepsi”
- 2008 – „Ksechase to”
- 2010 – „Oti aksizi”
- 2010 – „To alo mu miso”
- 2011 – „Onira sti fotia”
- 2013 – „Tipota allo mi les” (z Saliną)
- 2013 – „Me gi ke urano”
- 2014 – „Sleepless Nights” (z Oceaną)
- 2014 – „Chilia mistika”/„Sacred Love”
- 2015 – „Crash and Burn”
- 2016 – „Posa logia”
- 2016 – „Let Me Be” (z Hannah Williams)